# 兹德涅克·普罗哈兹卡
兹德涅克·普罗哈兹卡（捷克語：Zdeněk Procházka，1928年1月12日—2016年9月24日），捷克男子足球运动员，司职中场。他曾代表捷克斯洛伐克国家队参加1954年国际足联世界杯，结果队伍止步小组赛阶段。